# فتنه (فیلم)

فِتنه (به هلندی و انگلیسی: Fitna) نام فیلمی است ضداسلامی اثر خیرْت ویلدِرس، رهبر حزب برای آزادی در پارلمان هلند. این فیلم در ارتباط با قرآن و مسلمانان ساخته شده‌است. نام فیلم از واژهٔ عربی فتنه برگرفته‌شده که بارها در قرآن به کار رفته‌است.
این فیلم ۱۵ دقیقه‌ای که پس از عدم قبول پخش آن در بسیاری از سایت‌ها و شبکه‌های تلویزیونی هلند، سرانجام روی وبسایت ویدئویی لایولیک (به انگلیسی: liveleak) منتشر شد به دو زبان انگلیسی و هلندی قابل دسترس است. این فیلم اسلام را دشمن آزادی و خشونت‌طلب و همچنین مسلمانان را تروریست و وحشی معرفی می‌کند. ویلدرس قرآن را با کتاب نبرد من نوشته آدولف هیتلر مقایسه کرده‌است و به ادعای خودش آن را منشأ الهام‌گیری برای حملات تروریستی و دیگر خشونت‌ها می‌داند. این فیلم واکنش‌های بسیاری را از طرف مسلمانان و حتی سیاست‌مداران غیرمسلمان در پی داشته‌است.

## محتوا

این فیلم در آغاز در متنی نسبت به برخی تصاویر زننده در فیلم هشدار می‌دهد.
در ابتدا پیامبر اسلام را به صورت همان کاریکاتور جنجالی دانمارکی نمایش می‌دهد که بمب ساعتی بالای سرش در انتهای فیلم منفجر می‌شود.
فیلم در سه مرحله نسبت به اسلام و ترور، جهانی‌شدن اسلام و اسلام در اروپا (و به‌ویژه هلند) به مخاطب هشدار می‌دهد.
فیلم در هر مرحله آیات قرآن را مطرح می‌کند و از پس آن صحنه‌های ترور، جنگ یا شکنجهٔ مسلمانان را به صورت عکس یا فیلم نمایش می‌دهد. آیات ۳۹ و ۶۰ سوره انفال، آیات ۸۹ و ۵۶ سوره نساء و آیهٔ ۴ سوره محمد در طول فیلم تلاوت می‌شود.
در ابتدای فیلم آیهٔ ۶۰ سورهٔ انفال قرآن تلاوت می‌شود و در پی آن صحنه حملات ۱۱ سپتامبر به آمریکا نمایش‌داده‌می‌شود. مکالمات تلفنی شخصی با یکی از قربانیان این حادثه و تصاویری از این حمله من‌جمله سقوط یکی از ساکنین از بالای برج نشان داده می‌شود. سپس در یک سخنرانی یکی از مسلمانان چنین می‌گوید: «خداوند از اینکه غیرمسلمانان را به قتل برسانید خشنود خواهد شد».
در طول فیلم سخنرانی‌هایی از شخصیت‌های عرب پخش می‌شود که مخالفتشان را با غیرمسلمین و یهودیان ابراز می‌کنند. در مصاحبه‌ای با یک خردسال مسلمان از وی پرسیده می‌شود چرا از یهودی‌ها نفرت داری؟ و وی جواب می‌دهد چون خدا در قرآن گفته‌است.
فیلم مسلمانان را به نازی‌ها نسبت می‌دهد. در صحنه‌هایی از فیلم تعدادی مسلمان تابلوهایی بردست دارند که بر آن نوشته شده‌است: «رحمت خداوند بر هیتلر» یا «برای یک هلوکاست واقعی آماده باشید.» همچنین در عکسی، گروهی مسلمان نقابدار نمایش داده می‌شوند که به حالت نازیست‌ها احترام نظامی گذاشته‌اند.
صحنه‌های سربریدن و تصاویری از تئو ون گوگ (کارگردان) که در سال ۲۰۰۴ به دست بنیادگرایان اسلامی به قتل رسید نیز در این فیلم گنجانده‌شده‌است. تصاویر بمبگذاری‌های لندن در ژوئیه ۲۰۰۵ و مارس ۲۰۰۴ مادرید نیز در فیلم نمایش داده می‌شود.
برخی از مسلمانان در این فیلم ادعا می‌کنند که اسلام بالاترین و ارجح‌ترین دین است و هر دین دیگری، چه مسیحی و چه یهودی غیرقابل قبول است. اسلام تمام اروپا و آمریکا را فتح خواهد کرد و در جهان پیروز و مسلّط خواهد شد.

مشکینی در مراسم نماز جمعه

در بخشی از فیلم تصویر محمود احمدی‌نژاد، رئیس‌جمهوری ایران، نمایش‌داده‌می‌شود که در سخنرانی خود می‌گوید: «پیام انقلاب پیام جهانی است و در جغرافیا و زمان محدود نمی‌شود. تردید نکنید که انشاءالله اسلام کجا را فتح خواهدکرد؟ اسلام همهٔ قلّه‌های جهان را فتح خواهد کرد.»
در بخش دیگری از فیلم نیز تصویر و صحبت‌های علی مشکینی، رهبر پیشین مجلس خبرگان رهبری، آورده شده که می‌گوید: «دین اسلام دینی است که دنیا را می‌خواهد اداره کند و اداره کرده و بالاخره اداره خواهدکرد.»

مراسم قمه زنی

فیلم سپس به سنگسار زنان زناکار و اعدام همجنسگرایان در ایران اشاره می‌کند. در مصاحبه‌ای گفته می‌شود: «اگر همسر یا خواهر من با فردی نزدیکی کند من بی‌تردید وی را خواهم کشت».
فیلم در دنباله به پدیدهٔ افزایش جمعیت مسلمانان در اروپا و کشور هلند می‌پردازد. یک میلیون از جمعیت ۱۶٫۵ میلیون نفری هلند یا مسلمانند یا با مسلمانان نسبت دارند. در تصاویری از قمه‌زنی، چهرهٔ کودکانی نمایش داده می‌شود که بر اثر قمه خون‌آلود شده‌اند و آیندهٔ کودکان هلندی در صورت افزایش مسلمانان در این کشور ترسیم شده‌است.
در انتها فردی یکی از صفحات قرآن را به دست می‌گیرد، تصویر تیره می‌شود و صدای پاره شدن کاغذ پخش می‌شود. سپس متنی نمایش داده می‌شود که: «صدایی که شما شنیدید صدای پاره‌شدن برگی از دفترچهٔ تلفن بود. این وظیفه من نیست؛ بلکه وظیفه مسلمانان است که آیات تنفرآمیز را از قرآن پاره کرده و به دور بیندازند.
مسلمانان از شما [مردم جهان] می‌خواهند جا را برای رشد اسلام باز کنید ولی اسلام امکان رشد را برای شما بازنمی‌گذارد. حکومت اصرار می‌کند که شما به اسلام احترام بگذارید امّا اسلام به شما احترام نمی‌گذارد.
اسلام می‌خواهد حکومت کند، ما را مطیع کند و به دنبال نابود کردن تمدن غربی ماست.
در سال ۱۹۴۵ نازیسم در اروپا شکست خورد و در سال ۱۹۸۹ کمونیسم در اروپا؛ و اکنون باید ایدئولوژی اسلامی شکست بخورد.»

## واکنش‌ها
- «سازمان مردم نهاد اسلام و مسیحیت» اقدام به تکثیر فیلمی با عنوان فراتر از فتنه در اینترنت کرد. در این فیلم دیدگاه اسلام دربارهٔ دیگر ادیان الهی، زنان، صلح و دوستی، علم و دانش به تصویر کشیده شده‌است. همچنین دیدگاه برخی افراد افراطی و خشونت طلب دربارهٔ اسلام و نیز جنایاتی که بر مسلمانان شده‌است، نشان داده می‌شود.[۶]
- هلند:دولت هلند پیش از انتشار این فیلم در بیانه‌ای انتشار این فیلم را تقبیح کرد. در بیانهٔ دولت هلند آمده‌است که نظرات خیرت ویلدرس در خصوص اسلام به هیچ وجه دیدگاه و نظر دولت هلند نیست. همچنین در این قضیه آقای ویلدرز به هیچ وجه از موضع دولت هلند نمایندگی نمی‌کند. با این وجود، در این بیانیه گفته شد با توجه به قانون اساسی هلند، دولت این کشور هیچ امکانی برای ممنوع کردن پخش فیلم خیرت ویلدرس در مورد قرآن ندارد، اما بعد از پخش این فیلم دولت و مقامات قضایی هلند می‌توانند در این مورد تحقیق کنند که آیا آقای ویلدرز با این کار، مرتکب جرمی شده که قابل پیگرد قضایی باشد یا خیر.[۷]

همچنین یان پـِیْتِر بالکِنْ‌اِندِه، نخست‌وزیر هلند، در یک سخنرانی تلویزیونی این فیلم را محکوم کرد. دولت هلند سعی کرد از دیدگاه‌های افراطی ویلدرس فاصله بگیرد تا از تکرار ماجرای انتشار کاریکاتورهای پیامبر اسلام در دانمارک جلوگیری شود.
- پیش از انتشار فیلم، انجمن مسلمانان هلند از دادگاهی در لاهه خواستند کارشناسانی را مأمور بازبینی این فیلم کند تا شاید این فیلم قبل از انتشار توقیف شود.[۸]
- افغانستان:در افغانستان مسلمانان افغانی در اعتراض به این فیلم با شعارهایی ضد کشورهای غربی دست به تظاهرات زدند و پرچم‌های این کشورها را به آتش کشیدند. آن‌ها همچنین خواستار قطع روابط دیپلماتیک با کشورهای دانمارک و هلند و اخراج سربازان این کشورها از افغانستان شدند. این تظاهرات در چند روز ادامه یافت.[۹][۹] در پی این تظاهرات پارلمان افغانستان (ولسی جرگه)، با صدور اعلامیه‌ای، تهیهٔ این فیلم را دشمنی با اسلام خواند و از سازمان ملل خواست در این مورد مداخله کند و جلو انتشار بیشتر این کاریکاتور و فیلم‌ها را بگیرد.[۱۰]
- شرکت اینترنتی Network Solutions که میزبانی وبگاه رسمی این فیلم را بر عهده داشت، سایتی را که قرار بود این فیلم به زودی در آن به نمایش گذاشته شود، به‌طور موقت مسدود کرد. این شرکت دلیل این کار را دریافت شکایت‌هایی از فیلم یاد شده در خصوص زیر پا گذاشتن ضوابط مربوط به عدم استفاده از واژه‌های ترویج دهنده نفرت در محتوای فیلم بیان کرد.[۱۱][۱۲] پس از این ویلدرز سایت http://www.themoviefitna.com را به این فیلم اختصاص داده‌است.
- سازمان ملل متحد:سازمان ملل متحد و دبیرکل پیمان ناتو نیز در این خصوص حمایت خود از مسلمانان را اعلام کردند. دفتر سازمان ملل متحد با انتشار اعلامیه‌ای گفت که احترام به باورهای مذهبی و مقدسات دینی، از لازمه‌های آزادی رسانه هاست.[۱۳] بان کی مون، دبیرکل سازمان ملل متحد این فیلم را توهین آمیز خوانده و پخش اینترنتی آن را بشدت محکوم کرده‌است.[۱۴]
- سازمان‌های امنیتی هلند با انتشار گزارشی در اوان انتشار فیلم هشدار دادند که این فیلم باعث تشدید تهدیدات امنیتی شده و خطر حملات گروه‌های افراطی به خصوص شبکه القاعده در آن کشور را افزایش داده‌است. مقامات هلندی همچنین از به خطر افتادن جان حدود بیست و پنج هزار شهروند هلند است که در کشورهای اسلامی سکونت دارند.[۳] در این زمینه شبه‌نظامیان مسلمان نیز از افزایش حملات به خارجیان در آینده خبر دادند.[۱۵]
- در پی انتشار این فیلم کشورهای اسلامی در خواستی را به شورای حقوق بشر سازمان ملل متحد فرستادند و خواستار ممنوعیت هتک حرمت ادیان شدند که این قطعنامه بلافاصله به تصویب رسید.[۱۶]
- اتحادیه اروپا:اتحادیه اروپا در بیانه‌ای که ۲۸ام مارس منتشر کرد گفت اقداماتی همچون تولید فیلم یاد شده هیچ هدف دیگری را به غیر از دامن زدن به تنفر محقق نمی‌سازد.[۱۷]
- پاکستان:در پاکستان روز ۲۸ام مارس، مسلمانان در شهرهای مختلف علیه پخش این فیلم دست به تظاهرات زدند و از دولت پاکستان خواستند تا با کشور هلند قطع رابطه کند. دولت پاکستان نیز به شدت پخش این فیلم را محکوم کرده و آن را توهینی به احساسات مسلمانان جهان دانسته‌است. دولت پاکستان همچنین سفیر هلند در این کشور را احضار کرده تا اعتراض شدید مقامات پاکستانی را به اطلاع دولت این کشور برساند.[۱۵] دولت پاکستان همچنین سایت توتیوب را در اعتراض به قراردادن این فیلم مسدود کرد.[۱۸] اما پس از حذف این ویدئو از روی وبسایت توسط شرکت گوگل، این سایت مجدداً رفع فیلتر شد.[۱۹]
- در ۲۹ مارس، سایتی که این فیلم بر روی آن انتشار یافته بود مجبور به حذف آن از روی فضای اینترنت شد. سایت لایولیک که یک سایت به اشترک‌گذاری ویدئو است علت آن را فشار و تهدیدهای زیاد بر روی پرسنل این سازمان اعلام کرد.[۲] در بیانهٔ لایولیک آمده‌است: «امروز روز بسیار غمگینی برای آزادی بیان بر روی اینترنت است ولی امنیت جانی کارکنان ما اولویت دارد.» این فیلم در مدت کمی بیش از یک روز، توسط بیش از سه میلیون نفر در این وبگاه مشاهده شد.[۱۵] کمی بعد این سایت علت حذف این ویدئو را مشکلات حق‌تکثیر این اثر دانست و اعلام کرد نسخهٔ ویرایش شده بزودی در سایت قرار خواهد گرفت. با وجود این، این فیلم همچنان بر روی برخی سایت‌ها قابل مشاهده‌است.[۲۰]
- سازمان کنفرانس اسلامی:سازمان کنفرانس اسلامی به همراه دولتهای عربستان سعودی، بنگلادش، اندونزی و مراکش نیز این فیلم را تحریک آمیز و سرشار از غلط و اتهامات ناروا دانسته که باعث نفرت علیه مسلمانان می‌شود.[۱۴]
- ایران:وزارت امور خارجه ایران سفیر هلند و کاردار اسلوونی -که ریاست دوره‌ای اتحادیه اروپا بر عهده دارد- را در اعتراض به این فیلم فراخواند. جمهوری اسلامی ایران با احضار این دو دیپلمات اروپایی نسبت به نمایش فیلم «فتنه» شدیداً اعتراض کرده و خواسته‌است که به این موضوع رسیدگی شود.[۸] همچنین سخنگوی وزارت امور خارجه ایران این اقدام را حاکی از تداوم خباثت و کینه عمیق این گونه اتباع غربی علیه اسلام و مسلمانان خواند.[۲۱]

### مشکلات حقوقی
فیلم فتنه با مشکلات حقوقی نیز رو در رو شده‌است. کرت وسترگارد، کاریکاتوریست دانمارکی که پدیدآورندهٔ کاریکاتورهای جنجالی پیامبر اسلام است ادعا کرده‌است که وایلدرز بدون اجازه از او و رعایت حق نشر، کاریکاتورش را در فیلم استفاده کرده‌است. وی گفت اتحادیه خبرنگاران دانمارکی از ویلدرز شکایت خواهد کرد. و مدعی است که کاریکاتورش صرفاً در مورد اسلام‌گرایان افراطی است که بخش کوچکی از مسلمانان جهان هستند اما این فیلم آن را نمادی برای تمام مسلمانان نشان داده‌است.
همچنین ویلدرس در این فیلم به جای عکس محمد بویری قاتل تئو فان خوخ (ون گوگ) کارگردان هلندی عکس صلاح‌الدین خواننده رپ هلندی - مراکشی را در فیلم خود به نمایش گذاشته‌است. این خواننده رپ نیز از وایلدرز شکایت کرده‌است.
راب مونز کارگردانی هلندی نیز می‌گوید که ویلدرس بدون اجازه وی بخشی از مصاحبه این کارگردان را با ون کوگ پخش کرده‌است.
ویلدرز در دومین جلسهً دادگاه به جرم استفاده از عکس و تصاویر یکی از شهروندان هلندی به پرداخت ۳هزار یورو جریمه نقدی محکوم‌شد.